# Championnat d'Écosse d'échecs

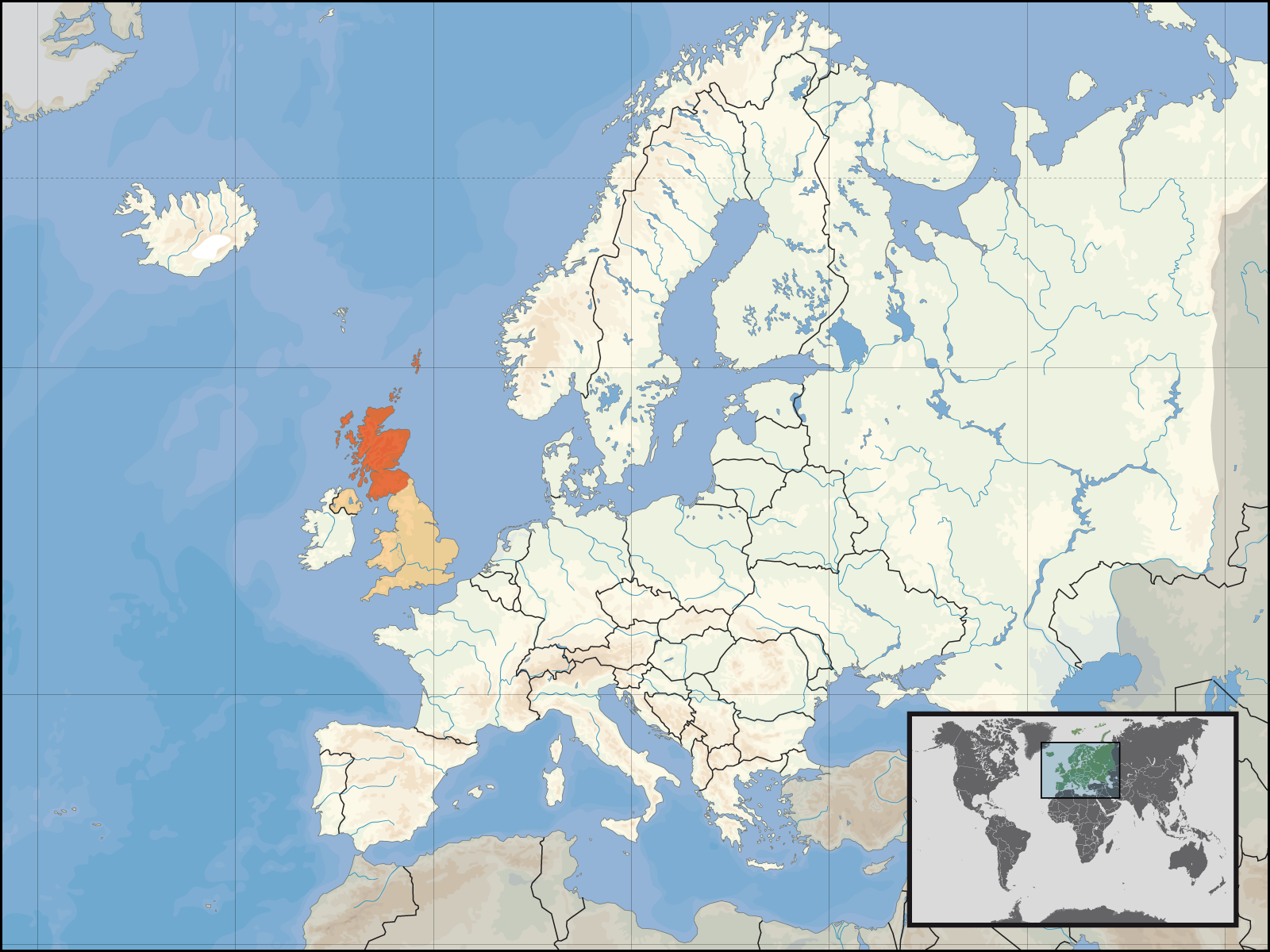
emplacement de l'Écosse en Europe

Le championnat d'échecs d'Écosse est un championnat d'échecs organisé en Écosse par Chess Scotland, anciennement la Scottish Chess Association. Il existe depuis 1884. De nos jours, il prend la forme d'un tournoi de neuf rondes, qui se déroule sur neuf à dix jours (deux week-ends et la semaine entre eux). Des tournois annexes ont lieu pendant les sept premiers jours, comme un tournoi senior et un tournoi fermé sur invitation, et pendant le second week-end a lieu le congrès annuel de la fédération.

## Faits notables
À l'origine, la participation au championnat était possible seulement sur invitation, et il ne pouvait être remporté que par des joueurs susceptibles de concourir internationalement pour l'Écosse. Toutefois, des joueurs étrangers peuvent être invités de temps en temps, notamment pour réaliser des normes internationales plus facilement.
En 2008, le championnat a été remplacé par un open international. Le champion d'Écosse était alors celui qui terminait le mieux classé parmi les nationaux. L'année suivante, neuf grands maîtres internationaux y participent. L'édition de 2010 a eu lieu à Hamilton, et il part pour Edimbourg l'année suivante.
En 2014, le championnat est intégré au championnat d'échecs du Commonwealth (Commonwealth Chess Championship) qui s'est tenue à Glasgow. En 2015, l'événement a lieu à Edimbourg, et il retourne à Glasgow pour 2016.
Les arbitres du tournoi sont l'arbitre international Alex McFarlane et le fédéral Andy Howie.

## Vainqueurs notables
Parmi les vainqueurs notables, Roderick McKay a remporté plusieurs titres, dont un en 2013, 39 ans après son premier sacre en 1974. Jonathan Rowson, est, lui, devenu le premier joueur écossais à décrocher le titre de grand maître international, en 1999, et le doublé championnats écossais et britannique en 2004.

## Liste des champions d'Écosse
- 1884 : John Crum[1]
- 1885 : Daniel Yarnton Mills[2]
- 1886 : Georges Emile Barbier[3]
- 1887 - Daniel Yarnton Mills[4]
- 1888 : George Henry Mackenzie[5]
- 1889 : James Marshall[6]
- 1890 : William Neish Walker[7]
- 1891 : John D. Chambers[8]
- 1892 - Daniel Yarnton Mills[9]
- 1893 - William Neish Walker[10]
- 1894 - Sheriff Walter Cook Spens[11]
- 1895 : Daniel Yarnton Mills[12]
- 1896 - Daniel Yarnton Mills[13]
- 1897 - Daniel Yarnton Mills[14]
- 1898 : George Brunton Fraser[15]
- 1899 - Daniel Yarnton Mills[16]
- 1900 - Daniel Yarnton Mills[17]
- 1901 - Ronald Cadell Macdonald[18]
- 1902 - E Macdonald[19]
- 1903 : James Borthwick[20]
- 1904 - Ronald Cadell Macdonald[21]
- 1905 - Ronald Cadell Macdonald[22]
- 1906 - Ronald Cadell Macdonald[23]
- 1907 - William Gibson[24]
- 1908 - AJ Mackenzie[25]
- 1909 - AJ Mackenzie[26]
- 1910 - George W Richmond[27]
- 1911 - JA McKee[28]
- 1912 - William Gibson[29]
- 1913 - AJ Mackenzie[30]
- 1914 - William Gibson[31]
- 1915 : Carrick Wardhaugh[32]
- 1916 à 1919 - Pas de championnat pour cause de Première Guerre mondiale.
- 1920 - P Wenman[33]
- 1921 - William Gibson[34]
- 1922 - William Gibson[35]
- 1923 - William Gibson[36]
- 1924 - C Heath[37]
- 1925 - G Page[38]
- 1926 - JA McKee[39]
- 1927 - Ronald Cadell Macdonald[40]
- 1928 - Ronald Cadell Macdonald[41]
- 1929 - William Gibson[42]
- 1930 - William Gibson[43]
- 1931 - William Gibson[44]
- 1932 : William Fairhurst[45]
- 1933 - William Fairhurst[46]
- 1934 - William Fairhurst[47]
- 1935 : James Macrae Aitken[48]
- 1936 - William Fairhurst[49]
- 1937 - William Fairhurst[50]
- 1938 - William Fairhurst[51]
- 1939 : Max Pavey[52]
- 1940 à 1945 - Pas de championnat pour cause de Seconde Guerre mondiale.
- 1946 - William Fairhurst[53]
- 1947 - William Fairhurst[54]
- 1948 - William Fairhurst[55]
- 1949 - William Fairhurst[56]
- 1950 - PB Anderson[57]
- 1951 : Alexander Aird Thomson[58]
- 1952 - James Macrae Aitken[59]
- 1953 - James Macrae Aitken[60]
- 1954 - PB Anderson[61]
- 1955 - James Macrae Aitken[62]
- 1956 - James Macrae Aitken[63]
- 1957 - James Macrae Aitken[64]
- 1958 - James Macrae Aitken[65]
- 1959 - Peter Coast[66]
- 1960 - James Macrae Aitken[67]
- 1961 - James Macrae Aitken[68]
- 1962 - William Fairhurst[69]
- 1963 - M Fallone[70]
- 1964 - AM Davie[71]
- 1965 - James Macrae Aitken, PM Jamieson[72]
- 1966 - AM Davie[73]
- 1967 - G Bonner[74]
- 1968 - David Levy[75]
- 1969 - AM Davie[76]
- 1970 - G Bonner[77]
- 1971 - E Holt, Roderick McKay[78]
- 1972 - G Bonner[79]
- 1973 - PM Jamieson[80]
- 1974 : Roderick McKay[81]
- 1975 - DNL Levy, S Swanson[82]
- 1976 : Roderick McKay[83]
- 1977 - CW Pritchett[84]
- 1978 : Paul Motwani
- 1979 : Roderick McKay
- 1980 - Danny Kopec
- 1981 - G Morrison
- 1982 - Roderick McKay
- 1983 - Colin McNab
- 1984 - CSM Thomson
- 1985 - ML Condie, Roddy McKay
- 1986 : Paul Motwani
- 1987 - Paul Motwani
- 1988 - Roddy McKay
- 1989 - ML Condie
- 1990 - SR Mannion
- 1991 : Colin McNab
- 1992 - Paul Motwani
- 1993 - Colin McNab, Paul Motwani
- 1994 : Jonathan Parker
- 1995 - SR Mannion, Colin McNab, John Shaw
- 1996 - DM Bryson
- 1997 - DM Bryson[85]
- 1998 - John Shaw[86]
- 1999 : Jonathan Rowson[87]
- 2000 - AJ Norris, John Shaw[88]
- 2001 : Jonathan Rowson[89]
- 2002 - Paul Motwani[90]
- 2003 - Paul Motwani, Ketevan Arakhamia-Grant[91]
- 2004 : Jonathan Rowson[92]
- 2005 - Craig Pritchett[93]
- 2006 - Jonathan Grant[94]
- 2007 : Andrew Muir[95]
- 2008 : Alan Tate[96]
- 2009 : Iain Gourlay (champion avec 6.5 points sur 9) ; vainqueur de l'open : S. Arun Prasad (hors concours, vainqueur avec 7.5/9 pts)[97]
- 2010 : Andrew Greet
- 2011 : Ketevan Arakhamia-Grant[98]
- 2012 - Jacob Aagaard[99]
- 2013 - Roddy McKay[100]
- 2014 - Alan Tate[101]
- 2015 - Neil Berry (champion d'Écosse, score : 7/9) ; vainqueur du tournoi Oleg Korneïev (hors concours, 7.5/9)[102]
- 2016 : Ketevan Arakhamia-Grant (champion d'Écosse, score : 6/9) ; vainqueur du tournoi : Matthew J Turner (hors concours, 7.5/9)
- 2017 : Murad Abdulla champion d'Écosse (6,5/9) ; vainqueur du tournoi : Andreï Moskalenko (7/9)
- 2018 : Murad Abdulla champion d'Écosse et vainqueur du tournoi (8/9)
- 2019 : J.M. Turner champion d'Écosse et vainqueur du tournoi (7/9)
- 2020 :
- 2021 :
- 2022 : Murad Abdulla (az)[103]
- 2023 : Edwin Spencer[104]
- 2024 : Andrew Greet[105]

## Champions d'échecs par correspondance écossais
En 1977, la SCCA (Scottish Correspondance Chess Association]   a été fondée, qui organise chaque année les championnats nationaux dans cette modalité.
1. C.J. Morrison (1979-1980)
2. Douglas Bryson (1980-1981)
3. Philip Giulian (1981-1982)
4. Philip Giulian (1982-1983)
5. Philip Giullian - Graham Morrison (1983-1984)
6. Alan Norris (1984-1985)
7. Alan Norris (1985-1986)
8. Tim Wickens (1985-1987)
9. Alan Norris (1986-1988)
10. Alan Shaw (1987-1989)
11. George Sprott (1988-1990)
12. Tommy Craig (1989-1991)
13. P. McGowan (1990-1992)
14. Nicholas Down (1991-1993)
15. Chris Boyle (1993-1994)
16. C.C. McKay - Joe Watson (1994-1995)
17. Simon Gillam - Joe Watson (1995-1996)
18. (1996-1997)
19. C.J. Lennox - Iain Mackintosh (1997-1998)
20. Simon Gillam (1998-1999)
21. C.J. Lennox - Thomas Thomson (1999-2000)
22. Richard Beecham (2000-2001)
23. Richard Beecham (2001-2002)
24. Alan Brown (2002-2003)
25. Alan Brown (2003-2004)
26. Alan Brown -Iain Mackintosh- Ian Reeman (2004-2005) [107]
27. Iain Mackintosh (2005-2006)  [108]
28. Richard Beecham (2006-2007)  [109]
29. Richard Beecham (2007-2008)  [110]
30. A.G. Dawson (2008-2009)  [111]
31. David Cumming-A.G. Dawson-Iain Mackintosh (2009-2010)  [112]
32. Stuart Graham (2010-2011)  [113]
33. Iain Mackintosh (2011-2012)  [114]
34. Iain Mackintosh (2012-2013)  [115]
35. David Cumming (2013-2014)  [116]
36. Eoin Campbell-Geoffrey Lloyd-Robert Montgomery (2014-2015)  [117]
37. iain Mackintosh (2015-2016)  [118]
38. David Cumming (2016-2017)  [119]
39. David Cumming-Iain Mackintosh-Clide Murden (2017-2018)  [120]
40. David Cumming-Iain Mackintosh (2018-2019)  [121]
41. Iain Mackintosh (2019-2020)  [122]
42. Michael Blake . David Cumming (2020-2021)  [123]
43. Allan Buchan (2021-2022)  [124]
44. Robert Montgomery (2022-2023)  [125]
45. Allan Buchan - Iain Sneddon (2023-2024)  [126]